# Amy Frazier
Pour les articles homonymes, voir Frazier.
Amy Frazier, née le 19 septembre 1972 à Saint-Louis dans le Missouri (États-Unis), est une joueuse de tennis américaine, professionnelle de la fin des années 1980 à 2006.

## Biographie
Solide joueuse de fond court dotée d'une frappe de balle bien à plat, Amy Frazier est passée professionnelle en janvier 1990. Elle a obtenu ses meilleurs résultats sur les surfaces dures, notamment à l'occasion des tournois estivaux californiens. C'est d'ailleurs à l'occasion de l'Open de Los Angeles, en août 1994, qu'elle a décroché le plus beau trophée de sa carrière (face à Ann Grossman en finale) ou à San Diego qu'elle a battu la numéro un mondiale Martina Hingis, en 2000.
Comptant parmi les joueuses les plus régulières de sa génération sur le circuit WTA, elle n'a quasiment jamais quitté le top 50 mondial et a terminé six saisons parmi les vingt meilleures entre 1990 et 2000, se hissant au 13e rang le 27 février 1995.
Pendant sa carrière, elle a remporté quelque douze tournois, dont huit en simple.
Avec un total de 71 tournois disputés au cours de sa carrière, elle compte le deuxième plus grand nombre de participations dans les épreuves du Grand Chelem en simple, ce qui la place notamment devant Fabrice Santoro (70), mais derrière la recordwoman Venus Williams (72, en date du 29 août 2016). Malgré sa longévité, elle a relativement peiné à toujours bien y figurer, avec trente éliminations au premier tour. Elle s'est néanmoins hissée à deux reprises en quarts de finale, aux Internationaux d'Australie et à l'US Open, respectivement en 1992 et 1995.
Elle remporte son dernier titre en simple sur le Circuit WTA lors du Challenge Bell de Québec en 2005, battant en finale la Suédoise Sofia Arvidsson en deux sets.
Amy Frazier a été membre de l'équipe américaine quart de finaliste en Fed Cup en 1995.

## Palmarès

### Titres en simple dames
| No | Date       | Nom et lieu du tournoi                         | Catégorie | Dotation  | Surface         | Finaliste       | Score         |          |
| -- | ---------- | ---------------------------------------------- | --------- | --------- | --------------- | --------------- | ------------- | -------- |
| 1  | 20-02-1989 | Virginia Slims of Kansas, Wichita              | Tier V    | 100 000 $ | Dur (int.)      | Barbara Potter  | 4-6, 6-4, 6-0 | Parcours |
| 2  | 19-02-1990 | Virginia Slims of Oklahoma, Oklahoma City      | Tier IV   | 150 000 $ | Dur (int.)      | Manon Bollegraf | 6-4, 6-2      | Parcours |
| 3  | 18-05-1992 | European Open, Lucerne                         | Tier IV   | 150 000 $ | Terre (ext.)    | Radka Zrubáková | 6-4, 4-6, 7-5 | Parcours |
| 4  | 08-08-1994 | Virginia Slims of Los Angeles, Manhattan Beach | Tier II   | 400 000 $ | Dur (ext.)      | Ann Grossman    | 6-1, 6-3      | Parcours |
| 5  | 10-04-1995 | Japan Open, Tokyo                              | Tier III  | 161 250 $ | Dur (ext.)      | Kimiko Date     | 7-6, 7-5      | Parcours |
| 6  | 12-04-1999 | Japan Open, Tokyo                              | Tier III  | 180 000 $ | Dur (ext.)      | Ai Sugiyama     | 6-2, 6-2      | Parcours |
| 7  | 12-01-2004 | Moorilla International, Hobart                 | Tier V    | 110 000 $ | Dur (ext.)      | Shinobu Asagoe  | 6-3, 6-3      | Parcours |
| 8  | 31-10-2005 | Challenge Bell, Québec                         | Tier III  | 170 000 $ | Moquette (int.) | Sofia Arvidsson | 6-1, 7-5      | Parcours |

### Finales en simple dames
| No | Date       | Nom et lieu du tournoi                      | Catégorie | Dotation  | Surface         | Vainqueure         | Score         |          |
| -- | ---------- | ------------------------------------------- | --------- | --------- | --------------- | ------------------ | ------------- | -------- |
| 1  | 24-09-1990 | Nichirei International Championships, Tokyo | Tier II   | 350 000 $ | Moquette (int.) | Mary Joe Fernández | 3-6, 6-2, 6-3 | Parcours |
| 2  | 04-04-1994 | Japan Open Tennis Championships, Tokyo      | Tier III  | 150 000 $ | Dur (ext.)      | Kimiko Date        | 7-5, 6-0      | Parcours |
| 3  | 19-09-1994 | Nichirei International Championships, Tokyo | Tier II   | 400 000 $ | Dur (ext.)      | Arantxa Sánchez    | 6-1, 6-2      | Parcours |
| 4  | 15-04-1996 | Japan Open, Tokyo                           | Tier III  | 164 250 $ | Dur (ext.)      | Kimiko Date        | 7-5, 6-4      | Parcours |
| 5  | 14-04-1997 | Japan Open, Tokyo                           | Tier III  | 164 250 $ | Dur (ext.)      | Ai Sugiyama        | 4-6, 6-4, 6-4 | Parcours |
| 6  | 09-10-2000 | Japan Open, Tokyo                           | Tier III  | 170 000 $ | Dur (ext.)      | Julie Halard       | 5-7, 7-5, 6-4 | Parcours |
| 7  | 06-01-2003 | Moorilla International, Hobart              | Tier V    | 110 000 $ | Dur (ext.)      | Alicia Molik       | 6-2, 4-6, 6-4 | Parcours |

### Titres en double dames
| No | Date       | Nom et lieu du tournoi   | Catégorie | Dotation  | Surface         | Partenaire       | Finalistes                       | Score         |          |
| -- | ---------- | ------------------------ | --------- | --------- | --------------- | ---------------- | -------------------------------- | ------------- | -------- |
| 1  | 08-04-1991 | Suntory Japan Open Tokyo | Tier IV   | 150 000 $ | Dur (ext.)      | Maya Kidowaki    | Yone Kamio Akiko Kijimuta        | 6-2, 6-4      | Parcours |
| 2  | 06-04-1992 | Suntory Japan Open Tokyo | Tier IV   | 150 000 $ | Dur (ext.)      | Rika Hiraki      | Kimiko Date Stephanie Rehe       | 5-7, 7-6, 6-0 | Parcours |
| 3  | 18-05-1992 | European Open Lucerne    | Tier IV   | 150 000 $ | Terre (ext.)    | Elna Reinach     | Karina Habšudová Marianne Werdel | 7-5, 6-2      | Parcours |
| 4  | 01-11-1999 | Challenge Bell Québec    | Tier III  | 180 000 $ | Moquette (int.) | Katie Schlukebir | Cara Black Debbie Graham         | 6-2, 6-3      | Parcours |

### Finales en double dames
| No | Date       | Nom et lieu du tournoi                     | Catégorie | Dotation  | Surface         | Vainqueures                         | Partenaire       | Score         |          |
| -- | ---------- | ------------------------------------------ | --------- | --------- | --------------- | ----------------------------------- | ---------------- | ------------- | -------- |
| 1  | 22-10-1990 | Puerto Rico Open Dorado                    | Tier IV   | 150 000 $ | Dur (ext.)      | Elena Bryukhovets Natalia Medvedeva | Julie Richardson | 6-4, 6-2      | Parcours |
| 2  | 08-02-1993 | Virginia Slims of Chicago Chicago          | Tier II   | 375 000 $ | Moquette (int.) | Katrina Adams Zina Garrison         | Kimberly Po      | 7-6, 6-3      | Parcours |
| 3  | 19-09-1994 | Nichirei International Championships Tokyo | Tier II   | 400 000 $ | Dur (ext.)      | Julie Halard Arantxa Sánchez        | Rika Hiraki      | 6-1, 0-6, 6-1 | Parcours |
| 4  | 15-04-1996 | Japan Open Tokyo                           | Tier III  | 164 250 $ | Dur (ext.)      | Kimiko Date Ai Sugiyama             | Kimberly Po      | 7-6, 6-7, 6-3 | Parcours |
| 5  | 12-08-1996 | Acura Classic Manhattan Beach              | Tier II   | 450 000 $ | Dur (ext.)      | Lindsay Davenport Natasha Zvereva   | Kimberly Po      | 6-1, 6-4      | Parcours |
| 6  | 21-10-1996 | Challenge Bell Québec                      | Tier III  | 164 250 $ | Moquette (int.) | Debbie Graham Brenda Schultz        | Kimberly Po      | 6-1, 6-4      | Parcours |
| 7  | 28-07-1997 | Toshiba Classic San Diego                  | Tier II   | 450 000 $ | Dur (ext.)      | Martina Hingis Arantxa Sánchez      | Kimberly Po      | 6-3, 7-5      | Parcours |
| 8  | 13-04-1998 | Japan Open Tokyo                           | Tier III  | 164 000 $ | Dur (ext.)      | Naoko Kijimuta Nana Miyagi          | Rika Hiraki      | 6-3, 4-6, 6-4 | Parcours |
| 9  | 24-07-2000 | Bank of the West Classic Stanford          | Tier II   | 535 000 $ | Dur (ext.)      | Chanda Rubin Sandrine Testud        | Cara Black       | 6-4, 6-4      | Parcours |

## Parcours en Grand Chelem

### En simple dames
| Année | Open d'Australie | Open d'Australie   | Internationaux de France | Internationaux de France | Wimbledon       | Wimbledon            | US Open         | US Open             |
| ----- | ---------------- | ------------------ | ------------------------ | ------------------------ | --------------- | -------------------- | --------------- | ------------------- |
| 1987  | -                | -                  | -                        | -                        | -               | -                    | 1er tour (1/64) | Catarina Lindqvist  |
| 1988  | 1er tour (1/64)  | Eva Krapl          | 1er tour (1/64)          | Eva Pfaff                | 1er tour (1/64) | Elizabeth Minter     | 3e tour (1/16)  | Helena Suková       |
| 1989  | 3e tour (1/16)   | Nicole Provis      | 1er tour (1/64)          | Michelle Jaggard         | 2e tour (1/32)  | Catherine Tanvier    | 1er tour (1/64) | Robin White         |
| 1990  | 1er tour (1/64)  | Gabriela Sabatini  | -                        | -                        | 3e tour (1/16)  | Nathalie Tauziat     | 1er tour (1/64) | Manuela Maleeva     |
| 1991  | 4e tour (1/8)    | Arantxa Sánchez    | -                        | -                        | 4e tour (1/8)   | Steffi Graf          | 2e tour (1/32)  | Florencia Labat     |
| 1992  | 1/4 de finale    | Mary Joe Fernández | 2e tour (1/32)           | Brenda Schultz           | 4e tour (1/8)   | Nathalie Tauziat     | 1er tour (1/64) | Natalia Medvedeva   |
| 1993  | 1er tour (1/64)  | Miriam Oremans     | -                        | -                        | -               | -                    | 2e tour (1/32)  | Conchita Martínez   |
| 1994  | 3e tour (1/16)   | Conchita Martínez  | 1er tour (1/64)          | Sandra Cecchini          | 1er tour (1/64) | Pam Shriver          | 2e tour (1/32)  | Natalia Medvedeva   |
| 1995  | 3e tour (1/16)   | Kyoko Nagatsuka    | 3e tour (1/16)           | Anna Smashnova           | 2e tour (1/32)  | Irina Spîrlea        | 1/4 de finale   | Steffi Graf         |
| 1996  | 1er tour (1/64)  | Barbara Schett     | 1er tour (1/64)          | Ruxandra Dragomir        | 4e tour (1/8)   | Judith Wiesner       | 2e tour (1/32)  | Tami Whitlinger     |
| 1997  | 1er tour (1/64)  | Anke Huber         | 2e tour (1/32)           | Amanda Coetzer           | 2e tour (1/32)  | Brenda Schultz       | 1er tour (1/64) | Irina Spîrlea       |
| 1998  | -                | -                  | -                        | -                        | 1er tour (1/64) | Henrieta Nagyová     | 1er tour (1/64) | Brie Rippner        |
| 1999  | 2e tour (1/32)   | Mary Joe Fernández | 2e tour (1/32)           | Anna Kournikova          | 1er tour (1/64) | Alexandra Stevenson  | 3e tour (1/16)  | Lindsay Davenport   |
| 2000  | 1er tour (1/64)  | Els Callens        | 1er tour (1/64)          | Åsa Svensson             | 3e tour (1/16)  | Olga Barabanschikova | 1er tour (1/64) | Conchita Martínez   |
| 2001  | 2e tour (1/32)   | Rita Grande        | 3e tour (1/16)           | Nadia Petrova            | 3e tour (1/16)  | Magdalena Maleeva    | 1er tour (1/64) | Barbara Rittner     |
| 2002  | 2e tour (1/32)   | A. Serra Zanetti   | 2e tour (1/32)           | Jennifer Capriati        | 1er tour (1/64) | Silvia Farina        | 4e tour (1/8)   | Jennifer Capriati   |
| 2003  | 2e tour (1/32)   | Eléni Daniilídou   | 1er tour (1/64)          | Kim Clijsters            | 2e tour (1/32)  | Chanda Rubin         | 3e tour (1/16)  | Elena Dementieva    |
| 2004  | 3e tour (1/16)   | Silvia Farina      | 1er tour (1/64)          | Maria Elena Camerin      | 4e tour (1/8)   | Maria Sharapova      | 3e tour (1/16)  | Svetlana Kuznetsova |
| 2005  | 3e tour (1/16)   | Evgenia Linetskaya | 2e tour (1/32)           | Émilie Loit              | 1er tour (1/64) | Mashona Washington   | 2e tour (1/32)  | Anastasia Myskina   |
| 2006  | 1er tour (1/64)  | Marion Bartoli     | 1er tour (1/64)          | Li Na                    | 3e tour (1/16)  | Maria Sharapova      | 1er tour (1/64) | Virginia Ruano      |

À droite du résultat, l’ultime adversaire.

### En double dames
| Année | Open d'Australie              | Open d'Australie          | Internationaux de France      | Internationaux de France   | Wimbledon                     | Wimbledon                  | US Open                       | US Open                     |
| ----- | ----------------------------- | ------------------------- | ----------------------------- | -------------------------- | ----------------------------- | -------------------------- | ----------------------------- | --------------------------- |
| 1987  | -                             | -                         | -                             | -                          | -                             | -                          | 1er tour (1/32) S. McCarthy   | K. Skronská Nicole Provis   |
| 1988  | 1er tour (1/32) C. Christian  | Sara Gomer Van der Torre  | 1er tour (1/32) Luanne Spadea | Rosie Casals J. Russell    | 1er tour (1/32) Luanne Spadea | K. Horvath M. Jaggard      | 1er tour (1/32) Luanne Spadea | C. MacGregor                |
| 1989  | 2e tour (1/16) Halle Carroll  | Navrátilová Pam Shriver   | 1er tour (1/32) K. Radford    | Carin Bakkum N. Jagerman   | 1er tour (1/32) I. Driehuis   | B. Borneo Clare Wood       | 1er tour (1/32) Halle Carroll | Rosie Casals Sharon Walsh   |
| 1990  | 2e tour (1/16) Halle Carroll  | G. Fernández Robin White  | -                             | -                          | -                             | -                          | 2e tour (1/16) Halle Carroll  | G. Fernández Navrátilová    |
| 1991  | 1er tour (1/32) Ann Grossman  | K. Godridge K. Sharpe     | -                             | -                          | 2e tour (1/16) Halle Carroll  | A. Sánchez Helena Suková   | 2e tour (1/16) Maya Kidowaki  | Elna Reinach Anne Smith     |
| 1992  | 1er tour (1/32) Rika Hiraki   | Kohde-Kilsch J. Wiesner   | 1er tour (1/32) Rika Hiraki   | M. Jaggard Caroline Vis    | 1er tour (1/32) Rika Hiraki   | Katrina Adams M. Bollegraf | 2e tour (1/16) Rika Hiraki    | Elise Burgin M. de Swardt   |
| 1993  | 2e tour (1/16) Rika Hiraki    | R. Fairbank J. Richardson | -                             | -                          | -                             | -                          | 3e tour (1/8) Rika Hiraki     | A. Coetzer Gorrochategui    |
| 1994  | 1er tour (1/32) Rika Hiraki   | L. Davenport Lisa Raymond | 2e tour (1/16) Kimberly Po    | A. Coetzer Gorrochategui   | 1er tour (1/32) Kimberly Po   | C. Barclay K. Guse         | 1er tour (1/32) Kimberly Po   | R. McQuillan M. Oremans     |
| 1995  | 1er tour (1/32) Rika Hiraki   | A. Dechaume F. Labat      | 3e tour (1/8) Kimberly Po     | E. Makarova E. Maniokova   | 1/4 de finale Kimberly Po     | G. Sabatini B. Schultz     | 1er tour (1/32) Kimberly Po   | Julie Halard N. Tauziat     |
| 1996  | 2e tour (1/16) Kimberly Po    | M. McGrath L. Neiland     | 2e tour (1/16) Kimberly Po    | Lisa Raymond Rennae Stubbs | 1er tour (1/32) Kimberly Po   | Jana Novotná A. Sánchez    | 1er tour (1/32) Kimberly Po   | Park Sung-hee Wang Shi-Ting |
| 1997  | 2e tour (1/16) Kimberly Po    | R. Dragomir Silvia Farina | 2e tour (1/16) Kimberly Po    | Els Callens G. Helgeson    | 3e tour (1/8) Kimberly Po     | Els Callens G. Helgeson    | 3e tour (1/8) Kimberly Po     | Nicole Arendt M. Bollegraf  |
| 1998  | -                             | -                         | -                             | -                          | 2e tour (1/16) K. Schlukebir  | L. Davenport N. Zvereva    | 1/4 de finale K. Schlukebir   | Lisa Raymond Rennae Stubbs  |
| 1999  | 1er tour (1/32) K. Schlukebir | L. Davenport N. Zvereva   | 2e tour (1/16) K. Schlukebir  | S. Williams V. Williams    | 3e tour (1/8) K. Schlukebir   | L. Davenport C. Morariu    | 2e tour (1/16) K. Schlukebir  | Liezel Huber Kimberly Po    |
| 2000  | 1er tour (1/32) K. Schlukebir | A. Kournikova B. Schett   | 1er tour (1/32) K. Schlukebir | M. Grzybowska E. Tatarkova | 3e tour (1/8) K. Schlukebir   | A. Kournikova N. Zvereva   | 2e tour (1/16) K. Schlukebir  | T. Garbin J. Husárová       |
| 2001  | 2e tour (1/16) K. Schlukebir  | Mary Pierce S. Testud     | 2e tour (1/16) K. Schlukebir  | K. Hrdličková B. Rittner   | 2e tour (1/16) K. Schlukebir  | V. Ruano Paola Suárez      | 2e tour (1/16) K. Schlukebir  | J. Capriati M. Hingis       |
| 2002  | 2e tour (1/16) C. Fernández   | Kim Clijsters Ai Sugiyama | 1er tour (1/32) L. Woodroffe  | E. Dementieva J. Husárová  | -                             | -                          | -                             | -                           |
| 2005  | -                             | -                         | -                             | -                          | -                             | -                          | 2e tour (1/16) Alina Jidkova  | D. Hantuchová Ai Sugiyama   |
| 2006  | 2e tour (1/16) Janet Lee      | Cara Black Rennae Stubbs  | 1er tour (1/32) Vania King    | I. Benešová B. Z. Strýcová | 1er tour (1/32) A. Spears     | Lisa Raymond S. Stosur     | 2e tour (1/16) Vania King     | V. Ruano Paola Suárez       |

Sous le résultat, la partenaire ; à droite, l’ultime équipe adverse.

### En double mixte
| Année | Open d'Australie             | Open d'Australie          | Internationaux de France    | Internationaux de France | Wimbledon                   | Wimbledon                 | US Open                      | US Open                   |
| ----- | ---------------------------- | ------------------------- | --------------------------- | ------------------------ | --------------------------- | ------------------------- | ---------------------------- | ------------------------- |
| 1990  | -                            | -                         | -                           | -                        | -                           | -                         | 1er tour (1/16) Marty Davis  | N. Zvereva Jim Pugh       |
| 1991  | -                            | -                         | -                           | -                        | 2e tour (1/16) M. Woodforde | Elna Reinach van Rensburg | 1er tour (1/16) Roger Smith  | Hetherington G. Michibata |
| 1992  | -                            | -                         | 2e tour (1/16) T. Kronemann | N. Zvereva M. Kratzmann  | -                           | -                         | -                            | -                         |
| 1993  | 1er tour (1/16) R. Båthman   | A. Sánchez T. Woodbridge  | -                           | -                        | -                           | -                         | -                            | -                         |
| 1995  | -                            | -                         | -                           | -                        | -                           | -                         | 2e tour (1/8) Jeff Tarango   | Katrina Adams S. Melville |
| 1996  | 1er tour (1/16) Jeff Tarango | MJ Fernández Alex O'Brien | 3e tour (1/8) T. Kronemann  | M. Hingis Philippoussis  | -                           | -                         | 1er tour (1/16) J. Leach     | K. Radford David Adams    |
| 1997  | -                            | -                         | -                           | -                        | 1er tour (1/32) Roger Smith | M. Bollegraf Rick Leach   | 1er tour (1/16) T. Kronemann | M. Bollegraf Rick Leach   |
| 2005  | -                            | -                         | -                           | -                        | 3e tour (1/8) T. Parrott    | Navrátilová Mike Bryan    | 1er tour (1/16) T. Parrott   | Cara Black Wayne Black    |

Sous le résultat, le partenaire ; à droite, l’ultime équipe adverse.

## Parcours aux Masters

### En simple dames
| # | Date       | Nom de l'édition                      | ($)       | Surface         | Résultat       | Ultime adversaire | Score    |          |
| - | ---------- | ------------------------------------- | --------- | --------------- | -------------- | ----------------- | -------- | -------- |
| 1 | 16/11/1992 | Virginia Slims Championships New York | 3 000 000 | Moquette (int.) | 1er tour (1/8) | Gabriela Sabatini | 6-0, 6-2 | Parcours |
| 2 | 13/11/2000 | Chase Championships New York          | 2 000 000 | Moquette (int.) | 1er tour (1/8) | Nathalie Tauziat  | 6-3, 6-2 | Parcours |

## Parcours en Fed Cup
| #                                                                     | Date       | Lieu     | Surface    | Gagnante(s) | Perdante(s)    | Score         |          |
|                                                                       |            |          |            |             |                |               |          |
| 1995 - 1/4 de finale (groupe mondial) - États-Unis - Autriche - 5 : 0 |            |          |            |             |                |               |          |
| 1                                                                     | 22/04/1995 | Aventura | Dur (ext.) | Amy Frazier | Judith Wiesner | 3-6, 6-4, 6-3 | Parcours |
| 1                                                                     | 22/04/1995 | Aventura | Dur (ext.) | Amy Frazier | Barbara Schett | 6-3, 5-7, 6-3 | Parcours |

## Classements WTA en fin de saison

### En simple
| Année | 1986 | 1987 | 1988 | 1989 | 1990 | 1991 | 1992 | 1993 | 1994 | 1995 | 1996 | 1997 | 1998 | 1999 | 2000 | 2001 | 2002 | 2003 | 2004 | 2005 | 2006 |
| Rang  | 352  | 147  | 53   | 33   | 16   | 28   | 19   | 39   | 16   | 18   | 33   | 37   | 42   | 19   | 20   | 48   | 39   | 61   | 26   | 55   | 126  |

Source : (en) « Classements de Amy Frazier », sur le site officiel du WTA Tour

### En double
| Année | 1987 | 1988 | 1989 | 1990 | 1991 | 1992 | 1993 | 1994 | 1995 | 1996 | 1997 | 1998 | 1999 | 2000 | 2001 | 2002 | 2003 | 2004 | 2005 | 2006 |
| Rang  | 162  | 175  | 117  | 80   | 67   | 46   | 39   | 73   | 51   | 31   | 35   | 75   | 66   | 60   | 112  | 141  | 229  | 306  | 213  | 171  |

Source : (en) « Classements de Amy Frazier », sur le site officiel du WTA Tour